# Robin Hood

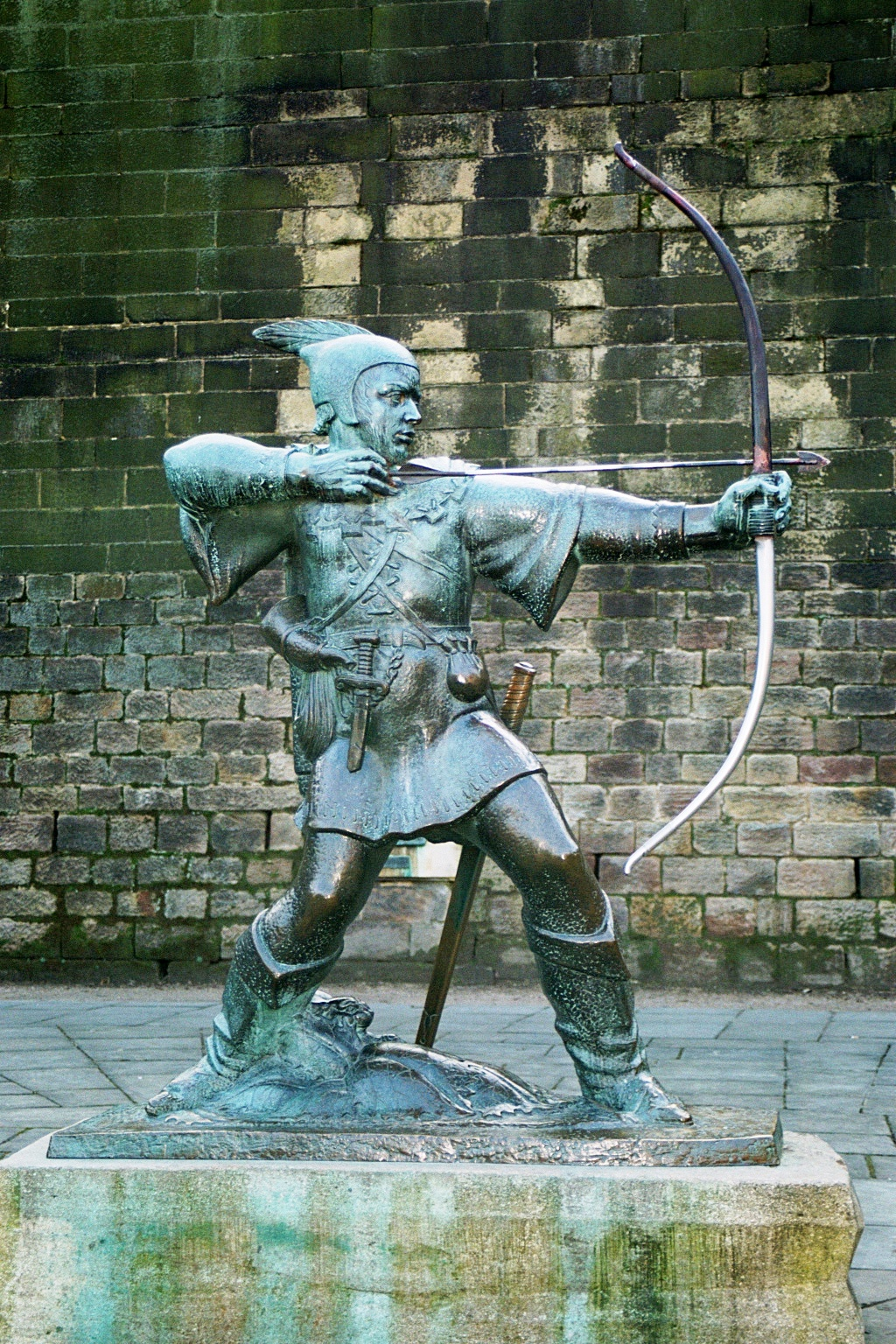
Robin-Hood-Denkmal vor dem Schloss in Nottingham

Robin Hood [ˌrɒbɪn hʊd] ist der zentrale Held mehrerer spätmittelalterlicher bis frühneuzeitlicher englischer Balladenzyklen, die sich im Laufe der Jahrhunderte zu der heutigen Sage formten. Als legendenhafte Figur spielt er in der englischen Folklore und Literatur eine bedeutende Rolle. Die Handlungen der frühen Balladen wurden fortwährend umgedichtet und weiterentwickelt, auch neue Balladen wurden hinzuerfunden. So wird Robin Hood in den ältesten schriftlichen Quellen aus der Mitte des 15. Jahrhunderts noch als gefährlicher Wegelagerer einfacher Herkunft geschildert, der vorzugsweise habgierige Geistliche und Adlige ausraubt. Im Zuge seiner Auseinandersetzungen mit Feinden kommt es auch zu mittelalterlich-grausamen Praktiken. Später wird er immer positiver dargestellt. Die Dichtung macht ihn zum enteigneten angelsächsischen Adeligen und zum gegen die Normannen kämpfenden angelsächsischen Patrioten. Im Laufe des 16. und 17. Jahrhunderts wandelte sich die Figur auch zum Vorkämpfer für soziale Gerechtigkeit, die als Urtypus des „edlen Räubers“ den Reichen nimmt und den Armen gibt. Die Existenz Robin Hoods als reale historische Figur ist nicht belegt.
Laut den mittelalterlichen Balladen betreibt Robin Hood, der als herausragender Bogenschütze beschrieben wird, sein Räuberhandwerk mit Merry Men, „fröhlichen Gefährten“, unter anderem Little John, Bruder (Friar) Tuck und Will Scarlet. Sie sind Geächtete und verstecken sich vor dem Gesetz – in Gestalt des Sheriffs von Nottingham – im Sherwood Forest und Barnsdale Forest. Später kommen noch Robins romantische Liebe zu Maid Marian, die als adlige Dame beschrieben wird und sich Robin Hood und seiner Bande anschließt, sowie der Barde Allan a Dale (auch Alan-a-Dale genannt) hinzu. In späteren Umformungen der Legende erscheint Robin Hood häufig als Zeitgenosse von König Richard Löwenherz und Gegenspieler von dessen als ungerechter Herrscher beschriebenem Bruder Johann Ohneland. Der abenteuerliche Stoff blieb bis heute populär. Er wurde in Dramen, Romanen und Opern, seit dem 19. Jahrhundert auch in der Jugendliteratur und seit dem 20. Jahrhundert auch in diversen Filmen und Fernsehserien aufgegriffen.

## Entstehung und frühe Entwicklung der Legende

### Frühe Erwähnungen Robin Hoods
Robin Hood war im 13. Jahrhundert ein in England gebräuchlicher Spitz- oder Beiname, der als Synonym für „Gesetzesbrecher“ benutzt wurde. In den Jahren von 1261 bis 1296 taucht dieser Beiname im ganzen Land siebenmal in verschiedenen Quellen auf. Darin sieht die heutige Forschung einen Beleg, dass Balladen über die Taten Robin Hoods bereits seit Mitte des 13. Jahrhunderts im Volk verbreitet waren. Der älteste schriftliche Hinweis auf die Existenz solcher Balladen stammt aus einer um das Jahr 1377 von William Langland verfassten Sammlung volkstümlicher Gedichte mit dem Titel The Vision of Piers Plowman. In einem der Gedichte brüstet sich ein die Trägheit (Sloth) symbolisierender Priester, dass er sich zwar kaum an das Vaterunser erinnern kann, dafür aber Verse über Robin Hood auswendig kennt:
I kan nought parfitly my Paternoster as the preest it singeth

but I kan rhymes of Robyn hood and Randolf Earl of Chestre
Der englische Dichter Geoffrey Chaucer scheint sich für die Gestalt des Teufels in seiner Friar’s Tale auf Robin Hood als Vorbild zu stützen. 1439 wurde dem Parlament eine Petition zur Festnahme eines Räubers namens Piers Venables aus Aston in Derbyshire übergeben, der sich – wie einst Robin Hood – mit vielen Übeltätern in die Wälder geflüchtet habe.
Während keine spätmittelalterlichen englischen Historiker Robin Hood erwähnen, finden sich in drei schottischen Geschichtswerken dieses Zeitraums Hinweise auf den Balladenhelden und seinen Gefährten Little John. Ihre Quellen sind unbekannt. Der stark proschottisch eingestellte Andrew Wyntoun erwähnt in seiner um 1420 verfassten Reimchronik die beiden Geächteten in einem vierzeiligen Eintrag unter den Jahren 1283–1285 und gibt ihnen damit als erster Historiker eine zeitlich fixierte Einordnung. Er begrüßt offensichtlich deren Taten, da sie sich gegen englische Beamte richteten. Die Geächteten hätten sich laut seiner Darstellung südlich der schottischen Grenze im Inglewood Forest bei Carlisle und im Barnsdale Forest aufgehalten und seien allgemein gepriesen worden. Es zeigen sich hier Ähnlichkeiten zwischen Robin Hood und dem 1297/98 gegen die Engländer operierenden schottischen Freiheitskämpfer William Wallace.
Walter Bower berichtet in seiner in den 1440er-Jahren entstandenen und auf John Forduns Werk aufbauenden Scotichronicon unter dem Jahr 1266 über Robin Hood. Die Notiz folgt unmittelbar auf den Bericht über die Niederlage des aufständischen Simon de Montfort, als dessen Anhänger Robin Hood und sein Gefährte Little John dargestellt werden. Robin Hood wird von Bower als „berühmter Mörder“ (famosus siccarius) charakterisiert, der vom „dummen Volk“ in Tragödien und Komödien (damit sind wohl Balladen gemeint) gefeiert worden sei. In der Folge erzählt Bower eine Anklänge an frühe Balladenstoffe aufweisende Geschichte von Robin Hood, laut welcher dieser trotz Warnungen vor einem Angriff des Sheriffs die vorzeitige Beendigung einer von ihm im Wald zelebrierten Messe abgelehnt und danach einen überraschenden Sieg über seine Feinde errungen habe. Hier erscheint der Geächtete als Verteidiger der Kirche.
Der weniger antienglisch eingestellte John Major verlegt in seiner Historia majoris Britanniae (1521) als Erster die Notiz über Robin Hood und Little John in die Zeit der Gefangenschaft des englischen Königs Richard Löwenherz beim deutschen Kaiser Heinrich VI. von 1192 bis 1194. Er zeichnet Robin Hood recht positiv als humanen Räuberhauptmann, dessen Heldentaten in ganz England besungen worden seien, doch fehlt noch das spätere Porträt des Geächteten als Kämpfer gegen Prinz John. Nach Majors Beschreibung war Robin Hood ein Beschützer der Armen und Frauen, der nur Reiche beraubt und die den Äbten abgenommene Beute Bedürftigen gegeben habe. Damit ist der schottische Renaissance-Humanist der Erste, der das bei den ältesten greifbaren, nicht allzu lange vor seinem Geschichtswerk entstandenen Balladen noch fehlende Motiv der Umverteilung der von Reichen erbeuteten Schätze an Arme durch Robin Hood erwähnt. Major erweitert so das bereits in den frühen Balladen angedeutete Gerechtigkeitsempfinden Robin Hoods um eine ökonomisch-soziale Dimension und lässt ihn die von den reichen Klöstern nicht mehr in ausreichendem Maß durchgeführte Armenfürsorge wahrnehmen, ohne ihn jedoch schon zu einem Sozialrevolutionär zu machen.

### Älteste Robin-Hood-Balladen

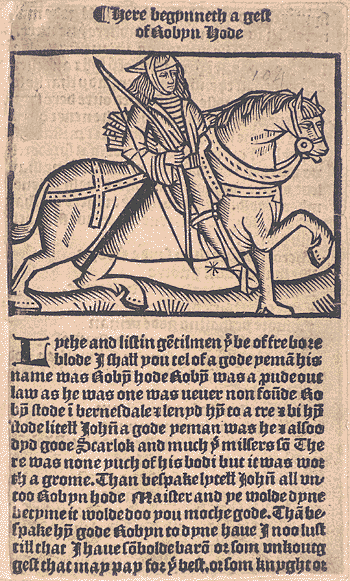
A Gest of Robyn Hode in der National Library of Scotland

Ausführlich dargestellt wird die Volkserzählung von Robin Hood in spätmittelalterlichen Balladen, deren älteste erhaltene Beispiele jedoch erst über zwei Jahrhunderte nach dem Einsetzen der Legendenbildung niedergeschrieben wurden. Nur diese frühesten Balladen kommen für die Forschung als einigermaßen authentische Quellen über den ältesten Kern der Legende in Frage. Aus etwa dem Jahr 1450 stammt dabei die älteste, nur in Fragmenten erhaltene Ballade Robin Hood and the Monk („Robin Hood und der Mönch“). Die älteste vollständig erhaltene Ballade Robin Hood and the Potter („Robin Hood und der Töpfer“) wurde gegen 1500 schriftlich fixiert. Anerkannt wichtigster Quellentext für die heutige Forschung zur spätmittelalterlichen Überlieferung ist die erstmals etwa 1500 bis 1510 in Antwerpen gedruckte und später auch in England aufgelegte Balladensammlung A Gest of Robyn Hode („Die Geschichte von Robin Hood“), von der drei Exemplare im Original erhalten geblieben sind. A Gest of Robyn Hode geht auf eine ältere Vorlage zurück, deren Datierung nicht sicher ist; vermutet werden Zeiträume um das Jahr 1390 oder 1450, wobei das spätere Datum meist als wahrscheinlicher gilt. Die Gest liefert durch Aneinanderreihung damals umlaufender Einzelepisoden eine grob chronologisch konstruierte „Vita“ des Helden.
In dem 1765 veröffentlichten Werk Zeugen altenglischer Dichtung (Reliques of Ancient English Poetry) überlieferte der irische Bischof Thomas Percy (1729–1811) drei weitere und möglicherweise ins 15. Jahrhundert zu datierende Balladen mit den Titeln Robin Hood’s Death (Robin Hoods Tod), Robin Hood and Guy of Gisborne (Robin Hood und Guy von Gisborne) sowie die Ballade Robin Hood and the Curtal Friar (Robin Hood und der Mönch mit kurzer Kutte).

### Das Bild Robin Hoods in den frühesten Balladen
Viele Eigenschaften, die das populäre Bild Robin Hoods bis heute prägen, werden ihm schon in den ältesten erhaltenen Balladen zugeschrieben oder sind zumindest ansatzweise vorhanden. Er lebt als Räuberhauptmann mit seinen Gefährten Little John, Will Scarlet und Much, dem Müllersohn als Geächteter unter anderem im Sherwood Forest (Nottinghamshire); häufiger werden seine Handlungen jedoch anfangs in Barnsdale (South Yorkshire) angesiedelt. Er widersetzt sich dem repressiven Jagdverbot in den königlichen Forsten und ist Feind der als korrupt und habgierig beschriebenen weltlichen und geistlichen Oberschicht, aus der seine bevorzugten Opfer stammen. Charakterisiert wird er als lustig, tollkühn, listig sowie als ausgezeichneter Kämpfer und Bogenschütze. Obwohl er der Feind der Kleriker ist, erscheint er als sehr fromm, insbesondere als Verehrer der Jungfrau Maria. Seine größten Gegner sind der Sheriff von Nottingham und der Abt des Benediktinerklosters St. Mary’s in York. Das Bild des englischen Königs wird jedoch (typisch für Volkserzählungen) im Gegensatz zu dem des Adels positiv gezeichnet.
Robin Hood behandelt die einfachen Leute, insbesondere die Frauen, freundlich, doch fehlt in den frühen Balladen noch das heute so bekannte Motiv, dass er seine Räubereien zugunsten der Verteilung seiner Beute an die arme Landbevölkerung begeht. Bei Konfrontationen mit dem Sheriff und dessen Männern geht es häufig äußerst gewalttätig zu. Nicht nur wird der Sheriff schließlich durch Pfeilschüsse getötet, sondern auch der Kopfgeldjäger Guy of Gisborne enthauptet, sein Kopf wird auf einem Pfeil aufgespießt und seine Gesichtszüge werden entstellt.
Durch die Unzugänglichkeit der Verstecke in den Wäldern, den gekonnten Umgang mit Waffen, Listenreichtum und geschickte Verkleidung können die ihrem Anführer treu verbundenen Geächteten den Kampf mit der Obrigkeit bestehen. Nach einem vorübergehenden Dasein in königlichen Diensten endet Robin Hoods Abenteuerleben durch den Verrat einer Frau, der Priorin von Kirklees, die ihn während eines Aderlasses heimtückisch verbluten lässt. In Kirklees soll er auch begraben sein.

### Zusammenfassung derGest of Robin Hood

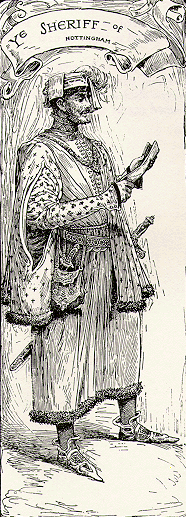
Darstellung des Sheriffs von Nottingham aus dem Jahr 1912; Buchillustration

Die Gest of Robin Hood ist der längste und anerkannt zuverlässigste Quellentext für die älteste Überlieferung der Geschichten rund um Robin Hood. Unterteilt ist die Gest in acht „fyttes“, was etwa mit „Liedern“ zu übersetzen ist; sie besteht aus insgesamt 456 vierzeiligen Strophen.
Im ersten Lied werden zunächst Robyn Hode (Robin Hood) und dessen Gefährten Litell John (Little John), Scarlok (Will Scarlett) und Much (der Müllerssohn) vorgestellt. Bis ins zweite Lied handelt die Gest weniger von den Taten Robin Hoods, sondern dreht sich um den verarmten Ritter Richard of the Lee und dessen Auseinandersetzungen mit geldgierigen Mönchen. Robin Hood hilft Richard, indem er ihm Geld leiht, worauf sich zwischen beiden im Laufe der Dichtung langsam eine Art Freundschaft entwickelt.
Im dritten Lied wird Little John ein Diener des Sheriffs, prügelt sich betrunken mit dessen Koch und stiehlt des Sheriffs Silber. Der Sheriff verfolgt ihn in den Sherwood Forest, wo dieser von Robin und dessen Männern gefangen und zur Teilnahme an einem gemeinsamen Mahl gezwungen wird. Robin lässt den Sheriff schwören, dass er keinem von Robins Gefährten jemals wieder etwas antun werde.
Im vierten Lied rauben Robin Hood und Little John aus dem Hinterhalt Mönche der St.-Mary’s-Abtei aus.
Im fünften Lied arrangiert der Sheriff einen Bogenschieß-Wettbewerb, um Robin in eine Falle zu locken; ein Kampf zwischen den Männern des Sheriffs und Robins Gesetzlosen bricht aus.
Im sechsten Lied unternimmt der Sheriff eine letzte Anstrengung, Robin Hood zu fangen, indem er Richard of the Lee ins Gefängnis wirft. Robin eilt zu dessen Rettung, tötet den Sheriff und befreit Richard.
Im siebten und achten Lied begibt sich König Edward selbst in einer Verkleidung in den Sherwood Forest, um Robin und Richard of the Lee zu ergreifen. Während eines Bogenschützen-Wettbewerbs gibt sich der König zu erkennen und macht Robin zu einem Mitglied seines Hofstaates. Obwohl drei verschiedene Könige (Eduard I. bis III.) gemeint sein könnten, bezieht sich die Gest nach heutigem Forschungsstand auf Eduard II., dessen 1323 erfolgte Reise nach Nottingham beschrieben wird. Dieser Teil der Gest muss also nach 1323 verfasst sein, womit eines der wenigen sicheren Daten für die Entwicklung der frühen Robin-Hood-Legende feststeht.
Das Ende der Gest schildert den Verrat an Robin Hood und seinen durch einen Aderlass herbeigeführten Tod in der Kirklees Priory (West Riding, Yorkshire).

## Theorien über die Historizität Robin Hoods
Laut dem Anfang der 1440er-Jahre schreibenden Walter Bower war Robin Hood ein Anhänger des Simon de Montfort, Earl of Leicester, dessen Rebellion 1265 scheiterte, während John Major 1521 als Erster den Standpunkt vertrat, dass Robin Hood ein Zeitgenosse des berühmten Richard Löwenherz gewesen sei, eine Meinung, die sich im Verlauf des 16. Jahrhunderts fest etablierte. Im Gegensatz zu den älteren Balladen glaubte John Leland, dass der berühmte Geächtete einen adligen Stammbaum gehabt habe. Richard Grafton übernahm in seiner Chronicle at Large (1569) Majors Datierung des Balladenhelden und präzisierte Lelands Angaben, angeblich auf der Autorität eines alten Flugblatts basierend, dahingehend, dass Robin Hood ein Earl gewesen sei. Wegen seiner Verschwendungssucht sei er in große Schulden geraten, geächtet worden und in die Wälder geflohen, wo er Überfälle verübt habe, bis man ihn im Kloster „Bircklies“ (wohl eine falsche Schreibung Graftons des allgemein bezeugten Namens Kirklees) bei einem Aderlass habe verbluten lassen. Sein Grab sei zu Graftons Zeit noch zu besichtigen gewesen. Zu den Quellen Graftons gehörten vielleicht eine Erzählung über den geächteten Bandenführer Fulk FitzWarin sowie die Gest of Robin Hood. Um 1632 vertrat der Balladenschreiber Martin Parker in seiner angeblich aus Informationen der zuverlässigsten englischen Chroniken zusammengetragenen True Tale of Robin Hood die Ansicht, dass der legendäre Räuber mit dem 1198 verstorbenen Robert, Earl of Huntington, identisch sei und gab ein Epitaph wieder, das früher beim Kloster Kirklees zu lesen gewesen sei. Im Nachlass der Papiere von Thomas Gale, Dean von York († 1702), fand sich auch ein Epitaph sehr fragwürdiger Authentizität, das den Balladenhelden ebenfalls als Earl of Huntington tituliert, dessen Todesjahr jedoch als 1247 überliefert. Der englische Historiker Ralph Thoresby beschrieb in seinem Werk Ducatus Leodiensis (1715) den angeblichen Grabstein Robin Hoods nahe Kirklees mit einer unleserlichen Inschrift. Der Antiquar William Stukeley konstruierte 1743 in seiner Palaeographia Britannica eine in der heutigen Forschung für absurd gehaltene Ahnentafel, der zufolge Robin Hood ein Enkel von Ralph Fitzooth, einem normannischen Gefolgsmann Wilhelm des Eroberers, gewesen sei.
Der französische Historiker Augustin Thierry vertrat in seiner Histoire de la Conquête de l’Angleterre par les Normands (1825) als Erster die Auffassung, dass Robin Hood zur Zeit von König Richard Löwenherz der Anführer einer Schar der unterworfenen und entrechteten Angelsachsen gewesen sei, die sich patriotisch den normannischen Eroberern widersetzte. Der Altertumsforscher Thomas Wright, der sich u. a. auf Jacob Grimms Deutsche Mythologie stützte, war dagegen 1846 einer der Begründer der These, dass Robin Hood keine historische Figur, sondern mythischen Ursprungs sei. Er sei im ursprünglichen Mythos ein Waldgeist gewesen, verwandt mit Robin Goodfellow oder dem Grünen Mann. Diese noch von der britischen Anthropologin Margaret Alice Murray (God of the Witches, 1933) vertretene Theorie wird in der heutigen Wissenschaft aber fast einhellig verworfen.
Joseph Hunter kam in einer 1852 veröffentlichten Untersuchung zu dem Schluss, dass der historische Robin Hood mit einem 1316/17 in den Manor Rolls von Wakefield (Yorkshire) genannten Robert Hood identisch sei. Zwar meinte der amerikanische Gelehrte Francis James Child 1888 in seiner kritischen Standardausgabe englischer und schottischer Balladen, dass die Figur Robin Hood eine reine Schöpfung der Balladenmuse sei, doch Hunters Theorie wurde von J. W. Walker (Robin Hood identified, 1944) und P. Valentine Harris (The truth about Robin Hood, 1952) durch neu gefundenes Urkundenmaterial gestützt.
Hunter zufolge war der 1316/17 in den Manor Rolls genannte Robert Hood 1322 an der gescheiterten Rebellion von Thomas Plantagenet, 2. Earl of Lancaster gegen König Eduard II. beteiligt und wurde deshalb geächtet. Er soll sich während seiner Acht in den Barnsdale Forest geflüchtet haben. Im Jahr darauf sei er vom nach Nottingham gereisten König begnadigt und dessen Kammerdiener geworden; ein solcher namens Robyn Hod taucht nämlich 1324 in den königlichen Schatzkammerakten auf und schied Ende dieses Jahres wegen Arbeitsunfähigkeit mit einer finanziellen Zuwendung aus dem Dienst aus. Diese Theorie passt zur Darstellung der Gest, die wohl – wie erwähnt – die Reise Eduards II. von 1323 erzählt sowie anschließend die Pardonierung Robin Hoods und dessen Aufnahme in Eduards Hofstaat. Doch Hunters „Robin Hood“ scheint zu spät aufzutreten. Der englische Mediävistik-Professor und bedeutende Robin-Hood-Forscher James Clarke Holt konnte außerdem zeigen, dass der bezeugte Kammerdiener für den König schon sechs Monate vor dessen Ankunft in Nottingham arbeitete, womit zweifelhaft erscheint, dass die beiden Männer namens Robert Hood und Robyn Hod ein und dieselbe Person sind.
Holt suchte Fakten über den mutmaßlich „echten“ Robin Hood aus vermeintlichen historischen Indizien herauszuarbeiten, die sich als Funde aktenkundig gewordener Personen des 13. und frühen 14. Jahrhunderts mit dem Namen „Robin Hood“ und leicht abweichenden Schreibvarianten darstellen. Allerdings ist die Informationslage für solche Personen äußerst spärlich. Holt stützte sich u. a. auf die vom Historiker David Crook 1984 gemachte Entdeckung zweier lateinischer Quellen aus den Jahren 1261 und 1262. In der ersten Quelle, einer Urkunde des Justice in eyre, wird ein aus Berkshire stammender William, Mitglied einer Räuberbande, als Sohn von Robert le Fevre, erwähnt, der flüchtig sei und dessen Güter der Prior von Sandleford ohne Recht beschlagnahmt habe. In der zweiten Quelle wird dem Prior hierfür Straferlass durch den König gewährt und der benannte William als Willelmi Robehod fugitivi bezeichnet. Somit wurde ihm – offenbar, weil Robert einen Bestandteil seines Namens ausmachte und er ein geächteter Bandit war – der neue Beiname Robehod beigelegt. Hieraus sei, so Crook, zu schließen, dass bereits 1262 Bezeichnungen wie Robinhood oder Varianten wie Robehod verbreitete Spitznamen für flüchtige Räuber waren, so dass ein etwaiger historischer Robin Hood vor diesem Datum gelebt haben müsse. So ist beispielsweise auch für die Zeit nach dem geschilderten Fall von William, Sohn des Robert Le Fevre, eine auffällige Häufung von quellenmäßig belegten Personen mit dem in einem Wort geschriebenen Nach- oder Beinamen Robinhood (oder Robehod, Rabunhod usw.) zu konstatieren, nämlich zwischen 1265 und 1322 mindestens zehn solche Personen, die in Quellen aus ganz England auftauchen, von denen allerdings nicht alle als Straffällige auffielen.
Holt war der Meinung, dass ein 1225 in den Pipe Rolls als flüchtig erwähnter Robert Hod, der zu einem Gerichtstermin in York nicht erschien und dessen Besitz im Wert von gut 32 Schilling deshalb konfisziert wurde, das ursprüngliche Vorbild für den Balladenhelden gewesen sein könnte. In einer Aktennotiz des Jahres 1227 erscheint dieser flüchtige Geächtete unter dem Namen Hobbehod und war laut derselben Quelle Pächter des Erzbistums York. Er diente also möglicherweise als Ausgangspunkt der Legende, die laut Holt in der zweiten Hälfte des 13. Jahrhunderts bereits in ganz England verbreitet gewesen und vermutlich unter Einbezug weiterer historischer Personen immer mehr ausgestaltet worden sei, so dass die Figur in mehreren „echten“ Robin Hoods wurzle.
Eine solche weitere Person, die Stoff für die Legende geliefert haben könnte, ist Roger Godberd, der wie der von Walter Bower beschriebene Robin Hood ein Anhänger von Simon de Montfort war, nach dem Scheitern von dessen Rebellion (1265) als Anführer einer Geächtetenschar die Grafschaften Nottinghamshire, Derbyshire und Leicestershire terrorisierte, erst nach jahrelanger Verfolgung festgenommen werden konnte und 1276 im Gefängnis zu Newgate starb. Ihm wurde unter anderem Diebstahl in einer Abtei und die Ermordung eines Mönches vorgeworfen. Godberd war laut Anklage von einem Ritter namens Richard Foliot beschützt worden, der deshalb seine Burg Fenwick übergeben musste – eine auffällige Parallele zu Richard of the Lee in der Balladenerzählung. Historisches Original für den Bruder Tuck der Balladen war wohl der Pfarrer Robert Stafford, der von etwa 1417 bis 1429 mit einer Bande kriminelle Handlungen und sogar Morde in Surrey und Sussex verübte, wobei er sich den Decknamen Friar Tuck zulegte.
Der führende Robin-Hood-Forscher Barrie Dobson schloss wiederum aus dem Quellenbefund des gehäuften Auftretens des zusammengeschriebenen Nach- oder Beinamens Robinhood und dessen Varianten ab dem späteren 13. Jahrhundert, dass es vielleicht gar kein historisches Vorbild für den legendären Robin Hood gegeben habe. Dieser Name wäre dann kein Individualname eines solchen Vorbilds gewesen, sondern ursprünglich eine verbreitete volkstümliche Bezeichnung für „Dieb“ oder „Räuber“ und für solche als Bei- und Platzhaltername – im Deutschen vergleichbar mit „Otto Normalverbraucher“ für einen Durchschnittsbürger – verwendet worden. Diese Verbrecherbezeichnung sei dann auch für den legendären Robin Hood gebraucht worden, da sie als geeigneter Name für einen Geächteten erschien. Die mythische Figur habe dann im Lauf der Zeit die anfängliche Bedeutung des Begriffs für Räuber verdrängt. Unbeschadet von dieser Forschungsdebatte gilt Dobsons 1976 in Zusammenarbeit mit J. Taylor erschienene kommentierte Quellenedition Rymes of Robyn Hood bis heute als neuestes wissenschaftliches Standardwerk über Robin Hood.
In die Geschichten um Robin Hood gingen verschiedene Begebenheiten ein, die zuvor in den Legenden um den wirklich während der Zeit der normannischen Eroberung Englands im Widerstand aktiven Führer Hereward the Wake kreisten. Im Laufe der Popularisierung Robin Hoods ging die Erinnerung an den lange Zeit weitaus populäreren und präsenteren realen Hereward nahezu verloren. Ob und wie weit Hereward-Erzählungen tatsächlich in die Figur Robin Hood eingeflossen sind, ist in der Forschung umstritten. Ähnliches gilt für Erzählungen über den nordfranzösischen Banditen Eustache le Moine.
1997 formierte sich die International Association for Robin Hood Studies. Seit 2017 gibt sie das Bulletin of the International Association for Robin Hood Studies heraus.

## Umformungen der Legende in der frühen Neuzeit
Bis zum Anfang des 18. Jahrhunderts wurden zu den oben genannten ursprünglichen Balladen immer weitere hinzugedichtet, bis der Gesamtzyklus auf etwa 40 Balladen angewachsen war. Seit dem 16. Jahrhundert fanden sie in sogenannten Broadsides, einseitig bedruckten Flugschriften, als neuem Medium Verbreitung. Erst im 18. Jahrhundert wurde beispielsweise erfunden, dass Robin Hood noch im Sterben einen Pfeil abschoss, um so die Stelle zu markieren, an der er begraben werden wollte.
Die neuzeitliche Legende enthält im Vergleich zu den frühen Quellen eine Reihe von Veränderungen: So tauchen in den frühen Balladen weder Richard Löwenherz noch dessen Bruder Prinz John, eigentlich Johann Ohneland, auf, als deren Zeitgenosse Robin Hood in den meisten Bearbeitungen seit dem späten 16. Jahrhundert erscheint. Ferner wird Robin Hoods sozialer Status ursprünglich als bäuerlich beschrieben. Demnach ist er Yeoman (Freisasse), während er später häufig – zuerst vom Antiquar John Leland in der Mitte des 16. Jahrhunderts – als Adliger geschildert wird. Zunehmend erscheint er auch als edler Held. Schließlich trugen wohl die zuerst 1425 in Exeter bezeugten Robin-Hood-Spiele, die bis in die frühe Neuzeit Teil des englischen Maifestes waren, zu Robin Hoods im 16. und 17. Jahrhundert erfolgter Wandlung zum Sozialrevolutionär bei. Im Rahmen dieser Spiele führten als Robin Hood und dessen Gefährten verkleidete Schauspieler mancherorts Wohltätigkeitssammlungen durch, sodass sie – kirchlich sanktioniert – den Reichen nahmen und die Armen beschenkten. Dieses Bild wurde später weiterentwickelt. Städtische Autoritäten verboten aber im 16. Jahrhundert bisweilen auch die Robin-Hood-Spiele, wenn befürchtet wurde, dass diese Volksfeste aus dem Ruder laufen könnten. Allerdings waren Maispiele mit dem Motiv Robin Hood auch am Hof Heinrichs. VIII. beliebt.
Ein Bestandteil des Maifestes war auch eine Art von volkstümlichem Tanztheater. Dabei kamen zu Robin Hoods Bande weitere Charaktere hinzu, so zum Beispiel seine Geliebte Maid Marian, die in den frühen Balladen noch nicht auftaucht. Der 1. Mai wurde bisweilen als Robin Hood’s Day bezeichnet. Robin und Marian verkörperten im 16. Jahrhundert häufig die beiden Hauptdarsteller (Maikönig und Maikönigin). Vorbild war hier wohl die französische Hirtenromanze Jeu de Robin et Marion, verfasst um das Jahr 1283 von Adam de la Halle. Die Erzählung wurde in England durch fahrende Sänger bekannt gemacht. Um das Jahr 1500 erscheint Maid Marian erstmals in der englischen Literatur, als sie – ebenso wie Robin Hood – als Motiv fröhlicher Lieder im Ship of Fools des englischen Dichters Alexander Barclay erwähnt wird.
In der elisabethanischen Ära wurde Robin Hood von Anthony Munday und Henry Chettle in deren einflussreichen Dramen The Downfall and Death of Robert, Earl of Huntington (1601) mit dem im Titel genannten Grafen identifiziert. In diesen Werken flieht die zur normannischen Adligen erhobene Maid Marian – die mit Matilda, der Tochter von Robert Fitzwalter, gleichgesetzt wird – vor Prinz John und wird Robin Hoods Geliebte. 1637 verfasste der englische Dramatiker Ben Jonson sein unvollendetes Stück The Sad Shepherd, or a Tale of Robin Hood.
1670 wurde die später häufig neu aufgelegte Balladensammlung Robin Hoods Garlands veröffentlicht. 1678 erschien eine volkstümliche Prosafassung des Stoffs unter dem Titel The Noble Birth and Gallant Atchievements of that Remarkable Outlaw Robin Hood.

## Spätere Rezeption in Literatur, Musik und Film

### Literarische Rezeption

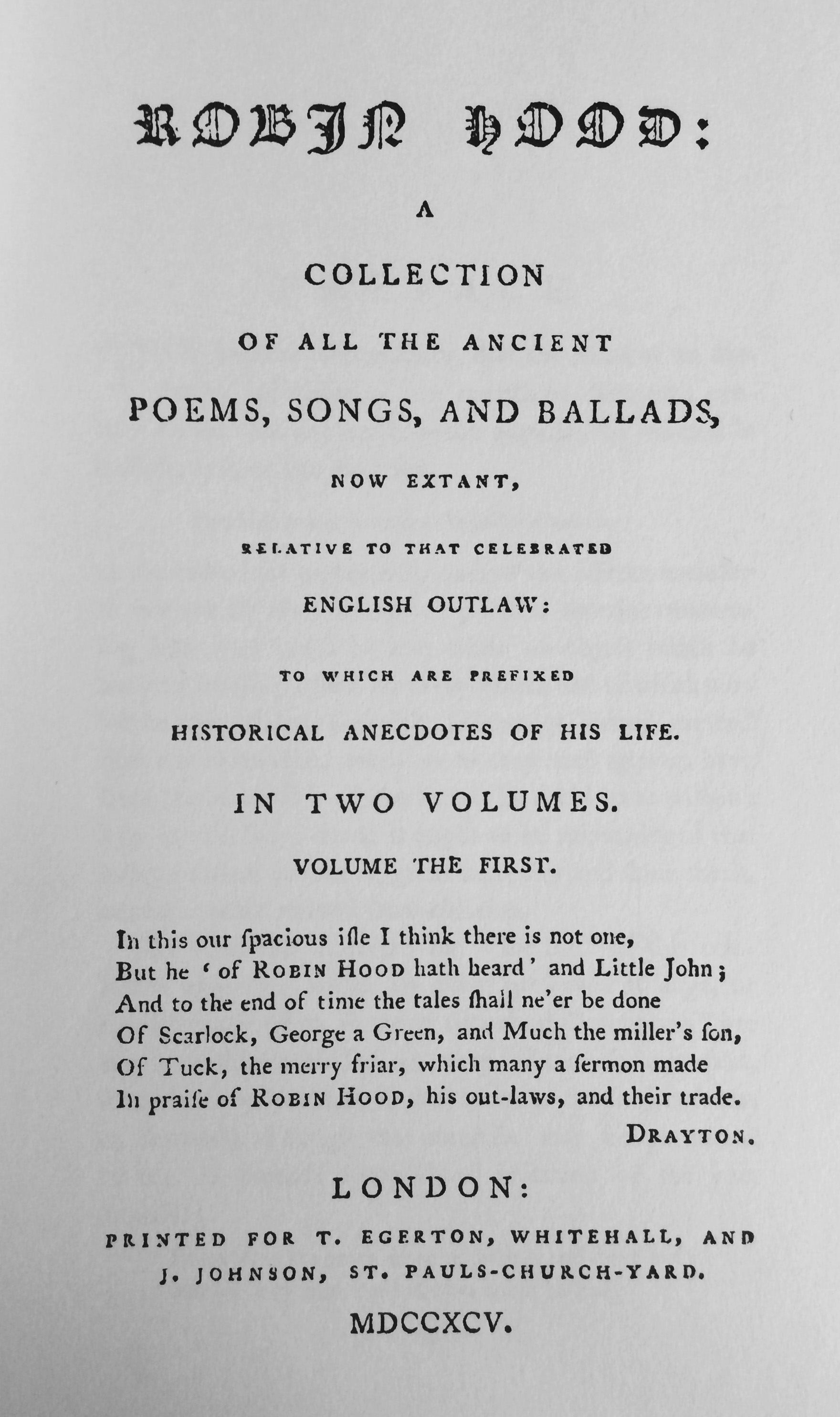
Titelseite von Ritsons Anthologie (Erstausgabe 1795)

Der Antiquar Joseph Ritson (1752–1803) sammelte Ende des 18. Jahrhunderts alle ihm bekannten Balladen und gab sie im Jahr 1795 als Anthologie heraus. Diese unkritische Edition gilt unter heutigen Historikern nicht mehr als Standardwerk, zumal er die Figur zum Kämpfer gegen Feudalismus und Klerikalismus und damit zu einem Vorläufer der Französischen Revolution erklärte. Ritson prägte aber das populäre Bild von Robin Hood und die Bildung seiner Legende nachhaltig. So beeinflusste Ritsons Buch maßgeblich auch den 1819 veröffentlichten Roman Ivanhoe von Walter Scott (1771–1832). Zwar nimmt Robin Hood darin unter dem Namen Robin von Locksley als Parteigänger für Richard Löwenherz gegen die Usurpationsversuche von dessen Bruder John sowie als angelsächsischer Widerstandskämpfer gegen die Normannen nur eine Nebenrolle ein, aber Scott schafft mit seinem Roman das Bild Robin Hoods, an dem sich viele spätere Autoren orientieren sollten und das bis heute Bestand hat. Dabei wird der Held zum edlen, ritterlichen und gerechten Banditen und englischen Patrioten gemacht, allerdings nicht als Adliger, sondern erneut als yeoman dargestellt.
Der Kurzroman Maid Marian (1822) des britischen Satirikers Thomas Love Peacock stellte eine Parodie auf die mittelalterlichen Romanzen dar. In hohem Alter schuf Alfred Tennyson 1892 mit dem Drama The Foresters ein wenig erfolgreiches Drama um Robin Hood.
Eine Auswahl von Ritsons Balladen diente 1820 als Basis für eine Jugendbuchausgabe. In demselben Genre war die Prosafassung von Howard Pyle (The Merry Adventures of Robin Hood …, 1883) ein Standardwerk und noch im 20. Jahrhundert maßgeblich. Darin wird der Titelheld als wahrer Menschenfreund dargestellt, aber nicht als Adliger, wie es für den amerikanischen Republikanismus passend ist. Er erscheint auch nicht wie bei Scott als nationaler Kämpfer für König Richard, der nur am Rande auftaucht. Ferner verfasste u. a. Enid Blyton (Robin Hood and his merry men, 1930) eine Jugendbearbeitung des Stoffes. Insgesamt erschienen im 19. Jahrhundert in Großbritannien und Nordamerika zahlreiche Jugend- und Groschenromane über Robin Hood.
Eine neue Interpretation des Stoffs entstand im Jahr 1934 mit Geoffrey Treases Roman Bows Against The Barons. Dieser interpretierte das Wirken Robin Hoods aus einem marxistischen Blickwinkel als Aufbegehren der ländlichen Unterschichten und Leibeigenen gegen die feudale Unterdrückung. Maßgeblich beeinflusst von Eric Hobsbawm fand diese Lesart in den 1950er und 1960er Jahren auch Eingang in die wissenschaftliche Diskussion, stieß dort aber angesichts des fehlenden Klassenbezugs in der frühen Überlieferung auch auf entschiedene Gegenrede.
Zu neueren Romanausgaben um Robin Hood gehören u. a.:
- László Dören: Die Abenteuer von Robin Hood und seinen Männern. Thormeyer Verlag, Schweinsberg 2014, ISBN 978-3-00-044814-0.
- Johannes Frey: Die ältesten und schönsten Balladen von Robin Hood. Tectum Verlag, Marburg 2016, ISBN 978-3-8288-3800-0.
- Mac P. Lorne: Die Pranken des Löwen. Knaur 2018, ISBN 978-3-426-52147-2, historischer Roman über Robin Hoods Großvater als Leibwächter von Kaiserin Matilda und die jungen Jahre seines Enkels bis zur Hochzeit mit Marian; Prequel zu Herz und Blut des Löwen
- Mac P. Lorne: Das Herz des Löwen. Historischer Roman über den 3. Kreuzzug aus der Sicht von Robin Hood. Knaur 2018, ISBN 978-3-426-52145-8
- Mac P. Lorne: Das Blut des Löwen. Historischer Roman um Robin Hood, König John und die Zeit der Magna Carta. Knaur 2018, ISBN 978-3-426-52146-5.
- Mac P. Lorne: Das Banner des Löwen. Historischer Roman um Robin Hood und den Katharerkreuzzug. Knaur 2019, ISBN 978-3-426-52148-9.
- Mac P. Lorne: Der Sohn des Löwen, Historischer Roman um Robin Hood und die Regierung von Henry III., Knaur 2019, ISBN 978-3-426-52149-6
- Howard Pyle: Robin Hood. Gondolino, Bindlach 2004, ISBN 3-8112-2438-7.
- Sir Walter Scott, Alexandre Dumas, Theodor Fontane u. a.: Robin Hood, Geschichten und Geschichte. Norderstedt 2009, ISBN 978-3-8370-2238-4.
- Rosemary Sutcliff: Robin Hood - Kämpfer für Freiheit und Gerechtigkeit. Originaltitel: The chronicles of Robin Hood, Erstausgabe 1950, Freies Geistesleben, Stuttgart 1984, ISBN 978-3-7725-0810-3.
- Geoffrey Trease: Pfeile gegen Barone. Büchergilde Gutenberg, 1982, ISBN 3-7632-2597-8. Belletristik; Titel des 1934 in England erschienenen Romans: Bows against the Barons

Es gibt auch Verarbeitungen des Stoffs in Comics:
- Der Comic Robin Ausdemwald ist eine Parodie auf Robin Hood.
- Der Superheld Green Arrow basiert ebenfalls auf dieser Figur.
- Der Mosaik Steinchen für Steinchen Verlag hat seine Heldenfiguren, die Abrafaxe, zwei Abenteuer mit dem gealterten Robin Hood und seinen Freunden erleben lassen, ISBN 978-3-9804413-3-9 und ISBN 978-3-932667-35-0.
- In Nottingham, nach einem Szenario von Vincent Brugeas und Manu Herzet und Zeichnungen von Benoît Dellac, deutsch im Splitter Verlag, ISBN 978-3-96792-159-5 und ISBN 978-3-96792-160-1, sind Robin Hood und sein Gegenspieler, der Sheriff von Nottingham, ein und dieselbe Person.

### Musikalische Rezeption
Seit dem 18. Jahrhundert wurden Robin-Hood-Opern komponiert, zum Beispiel 1730 von J. Watts sowie 1860 von George Alexander Macfarren mit einem Libretto von John Oxenford. Die komische Oper Robin Hood des amerikanischen Komponisten Reginald De Koven wurde 1890 in Chicago uraufgeführt. – In Deutschland vertonte der Komponist Albert Dietrich, ein Freund von Schumann und Brahms, den englischen Sagenstoff für die Bühne. Seine romantische Oper in drei Akten Robin Hood, basierend auf einer dramatischen Dichtung von Reinhard Mosen, wurde 1879 in Frankfurt am Main uraufgeführt. Der irische Liedermacher Chris de Burgh veröffentlichte im September 2021 ein Konzeptalbum mit dem Titel The Legend of Robin Hood. Aus dem Konzeptalbum schuf de Burgh gemeinsam mit Dennis Martin ein Musical, das im Jahr 2022 im Schlosstheater Fulda seine Uraufführung erlebte.

### Filme und Fernsehserien (Auswahl)
Im 20. Jahrhundert wurde das Bild von Robin Hood überwiegend durch Film und Fernsehen geprägt und verhalf ihm zu weltweiter Bekanntheit. Bekannte Darsteller des Helden waren insbesondere Douglas Fairbanks, Errol Flynn, Sean Connery, Kevin Costner und Russell Crowe. Zahlreiche Fernsehserien, nicht nur in Großbritannien, den USA, sondern auch in Frankreich, haben sich seit den 1960er Jahren des Erzählstoffes bedient, um eine große Anzahl unterschiedlicher gesellschaftlicher Botschaften zu verbreiten.
Im Folgenden wird eine Liste von ausgewählten Filmen und Fernsehserien, in deren Zentrum der legendäre Held steht, aufgeführt:
- 1908 - Robin Hood and His Merry Men, eine Produktion der Clarendon Studios, Regie Percy Stow
- 1912 – Zweite Verfilmung als Stummfilm (30 Minuten Länge) mit Robert Frazer, Regie: Etienne Arnaud und Herbert Blache
- 1922 – Weiterer Stummfilm: Robin Hood (Douglas Fairbanks), Regie: Allan Dwan. In dieser Version ist Robin Hood der „All-American-Boy“ der 1920er-Jahre. Sam De Grasse spielte König John. Das Schloss soll die größte je für einen Stummfilm gebaute Dekoration gewesen sein. Alan Hale spielte in diesem Film erstmals den Little John. Fairbanks erhielt 1922 für seine Darstellung die Ehrenmedaille der Photoplay Awards. Der Film gilt als erste bedeutende Robin-Hood-Verfilmung.
- 1938 – Robin Hood, König der Vagabunden (The Adventures of Robin Hood): Errol Flynn. Dieser Film erhielt Oscars für die beste Ausstattung, den besten Schnitt und die beste Filmmusik (von Erich Wolfgang Korngold). In weiteren Rollen traten Olivia de Havilland, Basil Rathbone und Claude Rains auf. Der Filmklassiker prägte viele spätere Robin-Hood-Filme und gilt als eine der besten Verfilmungen der Legende.
- 1948 – Robin Hoods große Liebe (The Prince of Thieves) mit Jon Hall kommt völlig ohne König Richard, Prinz John und den Sheriff von Nottingham aus.
- 1950 – Robin Hoods Vergeltung, ein B-Movie, das einige Jahre nach den Ereignissen der Sage spielt. Alan Hale war das letzte Mal als Little John zu sehen.
- 1951 – Tales of Robin Hood. mit Robert Clarke, amerikanische Low-Budget-Produktion, in der auch kurz Robins Jugend beleuchtet wird.
- 1952 – Robin Hood und seine tollkühnen Gesellen (BRD-Titel) bzw. Robin Hood, Rebell des Königs (DDR-Titel) (The Story of Robin Hood and his Merrie Men), in England hergestellte Walt-Disney-Produktion mit Richard Todd und Joan Rice in den Hauptrollen.
- 1954 − Robin Hood, der rote Rächer (The Men of Blackwood Forest), ein britischer Kinofilm der Hammer Studios mit Don Taylor in der Titelrolle.
- 1955–1960 – Die englische Serie The Adventures of Robin Hood (bestehend aus einer wöchentlichen halbstündigen Sendung, die auch in den USA gezeigt wurde) zeigt in der Hauptrolle Richard Greene. Episoden, die von Hollywood-Autoren geschrieben wurden, die auf der schwarzen Liste standen, weisen einen hohen Grad an sozialem Gewissen auf. Einige der Episoden wurden zu längeren Spezialfolgen in Farbe umgewandelt:
- 1960 − Robin Hood und die Piraten (Robin Hood e i pirati) mit Lex Barker
- 1960 – Das Schwert des Robin Hood (Sword of Sherwood Forest), Richard Greene wiederholt seine Rolle als Robin Hood in einem Kinofilm der britischen Hammer Studios unter der Regie von Terence Fisher.
- 1964 – In dem Musik-Kriminalfilm Robin and the 7 Hoods (deutscher Titel: Sieben gegen Chicago) vom US-amerikanischen Regisseur Gordon Douglas persiflieren das „Rat Pack“ Frank Sinatra, Dean Martin, Sammy Davis, Jr. und auch Bing Crosby die Robin-Hood-Geschichte, inklusive eines hinterhältigen (amerikanischen) Deputy-Sheriffs (Victor Buono).
- 1967 – A Challenge for Robin Hood (deutscher Titel: Robin Hood, der Freiheitsheld) mit Barrie Ingham und James Hayter
- 1971 – spielt in L’Arciere di Sherwood (deutscher Titel: Der feurige Pfeil der Rache) Italo-Western-Star Giuliano Gemma den Robin Hood und Mario Adorf den Bruder Tuck.
- 1973 – Walt Disney produzierte mit Robin Hood die bekannteste animierte Version der Legende, in der die verschiedenen Figuren als Tiere dargestellt wurden, wie etwa Robin Hood und Maid Marian als Füchse oder Prinz John als Löwe (im Deutschen wie im Original gesprochen von Peter Ustinov).
- 1975 – Mel Brooks produziert die Robin-Hood-Persiflage When Things Were Rotten (Robi Robi Robin Hood) als Fernsehserie. Die Regie führte Marty Feldman.
- 1975 – The Legend of Robin Hood – BBC-Serie in sechs Teilen. Produzent: George Gallaccio, Regie: Eric Davidson. Darsteller: Martin Potter als Robert, Earl Of Huntingdon, Diane Keen als Lady Marian.
- 1975 – Die Pfeile des Robin Hood, ein sowjetischer Abenteuerfilm von Sergei Tarassow
- 1975 – Robin Hood – Der Rächer der Enterbten, ein Kurzfilm von Otto Waalkes und als Parodie auf Robin Hood angelegt.[23]
- 1976 – Sean Connery und Audrey Hepburn spielten das Paar am Ende seines Lebens im Film Robin und Marian.
- 1981 – Time Bandits, mit John Cleese, Sean Connery, Shelley Duvall; Regie und Buch von Terry Gilliam; Die Zeit Robin Hoods (der von John Cleese dargestellt wird) ist dabei eine von mehreren Epochen, in die die „Zeit-Banditen“ reisen.
- 1984 – Der Fernsehklamauk The Zany Adventures of Robin Hood (deutscher Titel: Die verrückten Abenteuer des Robin Hood) mit George Segal (Robin), Morgan Fairchild (Marian), Roddy McDowall (Prinz John), Janet Suzman (Königin Eleanor von Aquitanien) und Robert Hardy (der sich am Schluss als König Richard entpuppt).
- 1984–1986 – Die britische Fernsehserie Robin of Sherwood (deutscher Titel: Robin Hood), war eine New-Age-Fantasyserie mit Michael Praed als Robin, später ersetzt durch Jason Connery als Robert, genannt Robin. In dieser Version tragen die beiden Robins nur selten Hüte. Die Filmmusik von Clannad gewann 1985 den BAFTA-Fernsehpreis für die beste Original Fernseh-Filmmusik. Autor Richard Carpenter (Catweazle) fügte viele mystische Elemente hinzu, ebenso entstand die Figur des Nasir, eines mit zwei Schwertern kämpfenden Sarazenen. Dieser Begleiter von Robin Hood wurde für die Costner-Verfilmung 1991 für die Rolle von Morgan Freeman übernommen.
- 1990 – Die Anime-Serie Robin Fuddo no Daibōken (dt. Robin Hood); siehe Robin Hood (Anime)
- 1991 – Robin Hood – König der Diebe, mit Kevin Costner (Robin Hood), Alan Rickman (Sheriff von Nottingham) und Sean Connery (König Richard), Mary Elizabeth Mastrantonio (Lady Marian). Morgan Freeman (arabischer Begleiter Robin Hoods) und Christian Slater (Robins jüngerer Halbbruder Will Scarlet). Die Musik stammt von Bryan Adams (Titelsong (Everything I Do) I Do It for You) und dem US-Komponisten Michael Kamen.
Auszeichnungen für Costners Robin Hood: Goldene Leinwand 1991 in Deutschland, ASCAP Film- und Fernsehmusikpreis 1992 für den besten Filmsong, Grammy 1992 für den besten Filmsong.
- 1991 – Robin Hood – Ein Leben für Richard Löwenherz, von John Irvin mit Patrick Bergin und Uma Thurman
- 1993 – Eine weitere Comedy-Version war Mel Brooks’ Robin Hood – Helden in Strumpfhosen (Men in Tights), die Teile seiner kurzlebigen Fernsehserie von 1975, When Things Were Rotten, wiederaufbereitete. Cary Elwes spielt in diesem Film Robin, und Patrick Stewart erscheint am Ende, um Sean Connerys Rolle im Film von 1991 als König Richard zu veralbern.
- 2001 – In Gwyn – Prinzessin der Diebe spielt Keira Knightley die 18-jährige Tochter von Robin Hood.
- 2005 – Premiere des deutschsprachigen Musicals Robin Hood für Liebe und Gerechtigkeit. im Theater Bremen produziert von La Belle Musical. In den Hauptrollen: Robin – Jesper Tydén, Marian – Sabine Neibersch, Lady Isabelle – Daniela Ziegler, Sheriff von Nottingham – Ethan Freeman und Bischof von Herford – Mathieu Carrière
- 2006 – Premiere der britischen Fernsehserie Robin Hood, produziert von der BBC, die einen jungen, „modernen“ Robin Hood präsentiert.
- 2009 – Robin Hood: Beyond Sherwood Forest, ein Fernsehfilm für den kanadischen Sender Syfy vermischt Elemente der Legende mit Fantasyelementen.
- 2010 – Robin Hood ist eine neue Verfilmung durch Ridley Scott, mit Russell Crowe als Robin Hood und Cate Blanchett als Maid Marian, die von einer fiktiven Vorgeschichte der bekannten Robin-Hood-Sage handelt. Die Premiere war am 12. Mai 2010 in Cannes.
- 2012: Tom und Jerry – Robin Hood und seine tollkühne Maus (Tom and Jerry: Robin Hood and His Merry Mouse), Zeichentrickversion aus der Tom-und-Jerry-Reihe
- 2015 – Robin Hood – Schlitzohr von Sherwood, Kinderserie auf KiKA
- 2018 – Robin Hood ist eine US-amerikanische Produktion mit Taron Egerton in der Hauptrolle.

### Rezeption auf der Bühne
- Robin Hood von Komponist Robert Persché und Autor Walter Raidl wurde 1991 im Theater an der Wien als Musical uraufgeführt.
- Martin Doepke schreibt das Musical Robin Hood – Für Liebe und Gerechtigkeit, das 2005 im Musical-Theater Bremen zur Uraufführung kommt.
- Das Theater Erfurt nahm ab März 2011 die Oper Robin Hood von Albert Dietrich in ihren Spielplan auf.
- Juli/August 2011: Münchner Uraufführung und Erstaufführung des komischen Singspiels Robin Hood von Hartmut Zöbeley im Nymphenburger Schlosspark und beim Münchner Musiksommer im Olympiapark.
- An der Komischen Oper Berlin erlebte 2008 die Abenteueroper Robin Hood von Frank Schwemmer mit dem Libretto von Michael Frowin in der Regie von Andreas Homoki ihre Uraufführung.[24] Sie wurde neben anderen Inszenierungen (bekannt: Köln, Oslo) dieser Kinderoper am 14. November 2014 am Opernhaus Zürich zur Premiere gebracht.
- Robin Hood von John von Düffel feierte im Jahr 2012 Uraufführung im Theater Bremen.[25]
- Im Jahr 2019 kam Robin Hood in einer Theaterfassung von Thomas Birkmeir im Theater der Jugend in Wien auf die Bühne.[26]
- Robin und die Hoods, von pulk fiktion, 2021
- Am Düsseldorfer Schauspielhaus wurde 2022 Robin Hood von David Bösch uraufgeführt.[27]
- Robin Hood - das Musical von Chris de Burgh und Dennis Martin wurde im Schlosstheater Fulda von Juni bis Oktober 2022 uraufgeführt.
- Die Tell-Freilichtspiele Interlaken inszenierten im Jahr 2024 und 2025 statt der jährlichen Aufführung von Wilhelm Tell eine Openair-Inszenierung von Robin Hood von Klemens J. Brysch.[28]

### Computerspiele (Auswahl)
- 1985 – Robin of the Wood, Action-Adventure von Odin Computer Graphics
- 2002 – Robin Hood – Die Legende von Sherwood, Echtzeit-Strategiespiel vom deutschen Entwicklerstudio Spellbound Entertainment

### Brettspiele (Auswahl)
- 2024 − A Gest of Robin Hood von Fred Serval erschienen bei GMT Games
- 2021 – Die Abenteuer des Robin Hood von Michael Menzel erschienen bei Kosmos
- 2019 – Unmatched: Robin Hood vs. Bigfoot von Rob Daviau erschienen bei Mondo Games
- 2011 − Robin Hood von Sérgio Halaban & André Zatz erschienen bei Galápagos Jogos

## Sonstige Verwendung des Namens

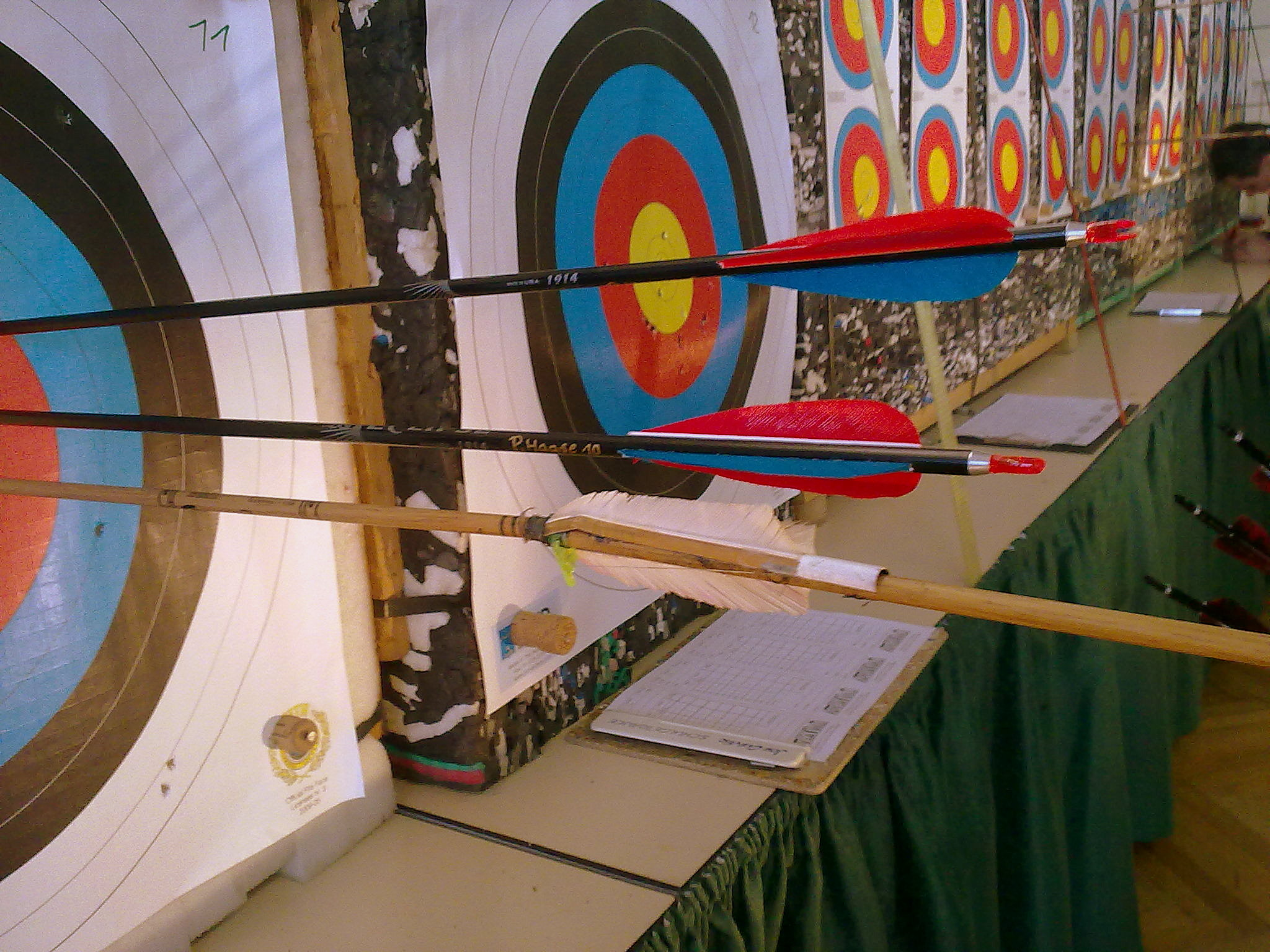
Robin-Hood-Schuss

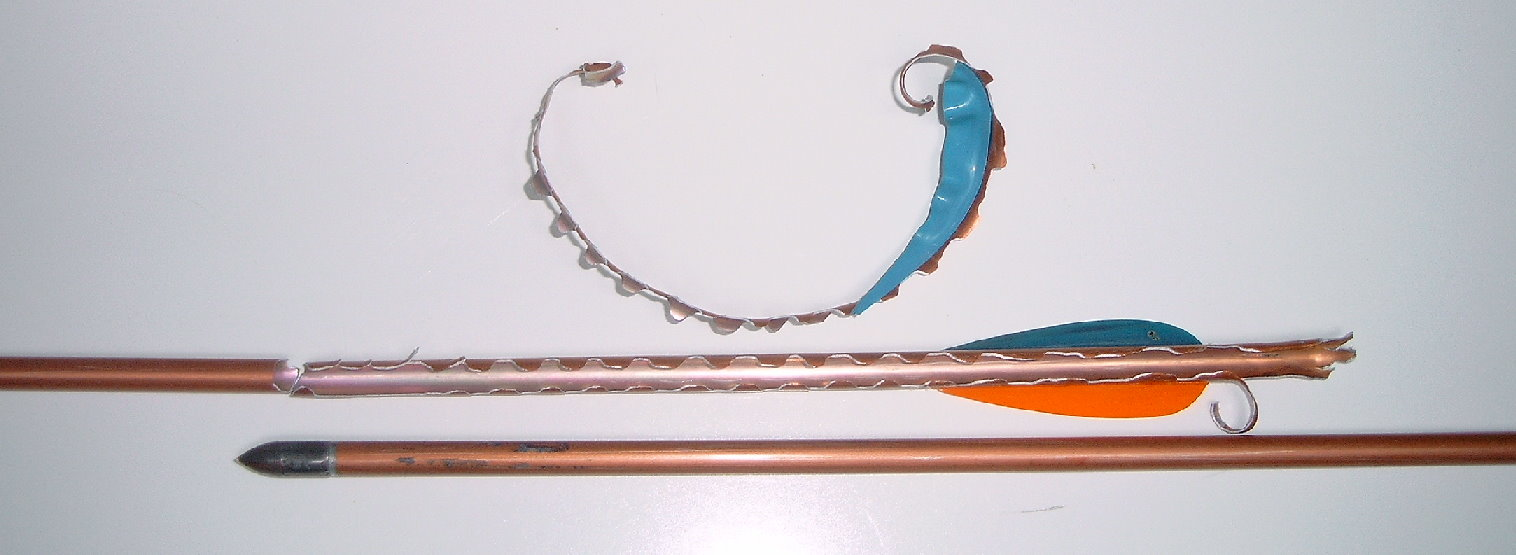
Aufgeschlitzter Alu-Pfeil nach einem Robin-Hood-Schuss

- Der Name der Umweltschutzorganisation Robin Wood ist angelehnt an die Figur des Robin Hood.
- Einen Treffer beim Bogenschießen und beim Darts, welcher einen bereits in der Scheibe steckenden Pfeil „aufspießt“, nennt man Robin-Hood-Schuss.
- Der Robin-Hood-Index dient zur Messung der Einkommensungleichverteilung, basierend auf der Lorenzkurve.[29]
- Die Robin-Hood-Steuer ist eine vorgeschlagene Finanztransaktionssteuer.
- „Robin Hood“ wird zum geflügelten Begriff für uneigennützige Räuber oder ganz allgemein für Handlungen mit dem Ziel der sozialen Umverteilung.
- Im Schwedischen wird eine überkämmte Glatze als „Robin-Hood-Frisur“ (Robin Hood-frisyr) bezeichnet, etwa in Übersetzungen der Romane des norwegischen Schriftstellers Jo Nesbø.[30][31][32] Sie spielt auf die Redewendung an, Robin Hood nehme von den Reichen und gebe den Armen.[33]
- Der Online-Marktplatz Hood.de wurde nach seinem Gründer Ryan Hood und Robin Hood benannt. Der Held findet sich im Logo und in der Philosophie[34] der Plattform wieder.